# Martin-Jean de Roye de Wichen
Martin-Jean de Roye de Wichen ('s-Hertogenbosch, 28 augustus 1756 - Meerhout, 13 december 1827) was een Zuid-Nederlands edelman.

## Levensloop
Martin-Jean de Roye de Wichen was officier (majoor) in dienst van de Verenigde Provincies en behoort tot het Huis De Roy. Hij werd vervolgens ambtenaar van de gemeente 's-Hertogenbosch.
Hij was een zoon van Bernard-Jacques de Roye, geniekolonel en directeur van de fortificaties, en van Christine de Wichen. In 1825 onder het Verenigd Koninkrijk der Nederlanden werd hij in de adel verheven. 
Samen met hem werden ook twee zoons van zijn broer, François-Jean en Adam-Jean de Roye, in de adel verheven. Beide overleden ongehuwd.
Martin-Jean trouwde in 1799 in Geel met Marie-Anne Montens (1775-1831). Ze hadden vier kinderen, onder wie:
- Jacques de Roye de Wichen (1800-1861) trouwde met Claire Wirix de Kessel (1800-1858). Ze hadden zeven kinderen, maar niettemin is deze familietak in 1970 uitgedoofd.
- Gustave de Roye de Wichen (1801-1856) trouwde met Marie-Marguerite Storms (1820-1898). Ze hadden vier kinderen en deze familietak is eveneens in 1970 uitgedoofd.

De familie van Jacques was vooral verbonden met de gemeente Eppegem, die van Gustave met de gemeente Meerhout.